# Amor Romeira
Amor Romeira Medina (Puerto del Rosario, 13 de febrero de 1989) es una personalidad televisiva, cantante y activista por los derechos de las personas trans española. Inició su carrera televisiva en 2007 al participar en Gran Hermano. A partir de concursar en el reality, ha participado en diferentes proyectos televisivos.

## Biografía
Amor Romeira Medina nació el 13 de febrero de 1989, en el municipio de Puerto del Rosario, en la isla canaria de Fuerteventura. Siendo menor de edad conoció la historia de Bibiana Fernández, quien fue su inspiración para reafirmar su identidad de género. Desde joven se interesó por el mundo del transformismo, y desde los 12 años de edad participó en concursos de drag queens.
Inició su carrera televisiva con 18 años de edad en 2007 e el programa de telerrealidad Gran Hermano 9, del que fue la primera expulsada. Su participación resultó ser popular y fue la primera repescada en Gran Hermano España. Sin embargo, a los pocos días abandonó la casa de Guadalix de la Sierra debido a la falta de apoyos por parte de las otras personas que concursaban.
En 2010 participó en El Reencuentro, además ha colaborado en varios programas de televisión de Telecinco como Cazamariposas y Resistiré, ¿vale? y ha sido colaboradora en varios debates de Gran Hermano.
Tras someterse a una cirugía de afirmación de género en 2008, que fue financiada por Telecinco a cambio de la exclusiva para el programa Diario de conducido por Mercedes Milá, cinco años después, en 2013, fue portada de la revista Interviú, donde posó desnuda.
En 2016 forma El Contraclub de GH17 con M. ª José Galera (GH 1) y Maite Galdeano (GH 16) pero acabó en fracaso. En noviembre de ese mismo año, entró el reality portugués Secret Story - Casa dos Segredos 6, con el secreto "soy una mujer transexual". Amor entró en el reality en su 50.º día y salió a ocho días de la final. En este año, comienza una guerra mediática contra Sofía Suescun que acabó en los tribunales, desde entonces ambas se convirtieron en enemigas televisivas.
En 2019 publicó su sencillo «Ubikaina».
En diciembre de 2020, su madre, Mensi Medina, a quien estaba muy unida, falleció a los 56 años por complicaciones derivadas un ictus que sufrió en 2018.
Su padre, José Manuel Romeira, es portugués. Fue legionario.
En enero de 2021 publicó la canción «Supéralo Maluma», donde narra una supuesta relación sentimental con el cantante colombiano Maluma. En marzo de ese año publicó la canción «Hasta abajo», en colaboración con el artista berciano Albert Novo.
En 2022 fue presentadora, junto a Drag Vulcano, de la gala Agua Drag del festival Be Fre organizado en la playa de los Pozos de Fuerteventura.
En diciembre de 2023 publicó una versión del villancico navideño «Dime niño de quién eres».

## Filmografía

### Programas de televisión
| Año             | Título                  | Cadena    | Notas                                  |
| --------------- | ----------------------- | --------- | -------------------------------------- |
| 2011 - 2023     | Sálvame                 | Telecinco | Invitada/Colaboradora Esporádica       |
| 2012 - 2015     | Gran Hermano: El Debate | Telecinco | Colaboradora                           |
| 2019            | GH VIP 7: El Debate     | Telecinco | Colaboradora                           |
| 2022            | Ya son las ocho         | Telecinco | Colaboradora                           |
| 2022            | Ya es verano            | Telecinco | Colaboradora                           |
| 2022 – presente | Fiesta                  | Telecinco | Colaboradora                           |
| 2023            | Fiesta de verano        | Telecinco | Colaboradora                           |
| 2023            | LIDLT: El Debate        | Cuatro    | Colaboradora                           |
| 2024            | Todo es mentira         | Cuatro    | Invitada para debatir con Sonia Ferrer |

#### Concursos de televisión
| Año  | Título              | Título                            | Resultado                                     | Posición |
| ---- | ------------------- | --------------------------------- | --------------------------------------------- | -------- |
| 2007 | Bandera de España   | Gran Hermano 9                    | 1.ª expulsada                                 | 9.ª      |
| 2007 | Bandera de España   | Gran Hermano 9                    | Abandono                                      | 9.ª      |
| 2010 | Bandera de España   | El Reencuentro                    | 4.ª expulsada                                 | 8.ª      |
| 2016 | Bandera de Portugal | Secret Story: Casa dos Segredos 6 | 15.ª expulsada                                | 7.ª      |
| 2021 | Bandera de España   | Solos/Solas                       | Inquilina (junto a Carolina Sobe e Iván Díaz) | -        |

## Discografía

### Sencillos
- «Ubikaina» (2019)
- «Supéralo Maluma» (2021)
- «Hasta abajo» (2021)
- «Dime niño de quién eres» (2023)